# Casey Jones
John Luther Jones, conhecido como Casey Jones (14 de março de 1864 - 30 de abril de 1900) foi um maquinista norte-americano de Jackson, Tennessee, que trabalhava para a ferrovia Central de Illinois (IC). Ele foi morto quando seu comboio de passageiros, o "Cannonball Express", colidiu com um trem de carga parado em Vaughan, Mississippi, numa noite de nevoeiro e chuva. Jones já era famoso entre seus colegas por seu profissionalismo e dedicação, mas depois do acidente virou um mito não só entre os ferroviários. Ele poderia ter pulado do trem e se salvado, mas preferiu conduzir até o fim e evitar que o trem descarrilasse, o que teria sido uma grande tragédia, pois o trem era de passageiros. Casey Jones foi a única pessoa a morrer naquela noite.
Por isso, foi imortalizado em uma canção tradicional, "The Ballad of Casey Jones".

## Inspiração para Disney
Em 1950, Walt Disney lançou nos cinemas um "cartoon" musical intitulado "The Brave Engineer", que é uma paródia à sua bravura e coragem, sendo também uma homenagem. Nessa curta, ele tem de entregar um saco de correio a horas. 

## Acidente
Jones era engenheiro de locomotivas da Illinois Central Railroad, com sede em Memphis, Tennessee, e Jackson, Mississippi. Ele era conhecido por seus horários excepcionalmente pontuais, que às vezes exigiam um certo grau de risco, embora isso não tenha sido um fator em sua última jornada fatal. No entanto, há algum desacordo sobre a sequência de eventos naquela noite, 29-30 de abril de 1900.
Ele deveria dirigir o serviço de passageiros para o sul de Memphis para Canton, Mississippi, partindo às 23h35. Devido à ausência de outro engenheiro, teve que assumir outro serviço durante o dia, o que pode ter lhe tirado o sono. Ele acabou saindo 75 minutos atrasado, mas estava confiante em recuperar o tempo, com o poderoso motor de dez rodas No. 382, conhecido como "Cannonball".

Aproximando-se de Vaughan em alta velocidade, ele não sabia que três trens ocupavam a estação, um deles quebrado e diretamente em sua linha. Alguns afirmam que ele ignorou um sinalizador sinalizando para ele, embora essa pessoa possa estar fora de vista em uma curva fechada ou obscurecida pela névoa. Todos concordam, no entanto, que Jones conseguiu evitar um acidente potencialmente desastroso por meio de sua habilidade excepcional em desacelerar o motor e salvar a vida dos passageiros às custas da sua própria.